# Adriaan Blaauw
Adriaan Blaauw (Amsterdam, 12 aprile 1914 – Groninga, 1º dicembre 2010) è stato un astronomo olandese.
Dopo aver studiato all'Università di Leida e di Groninga, nel 1950 e per alcuni anni ha lavorato all'Osservatorio Yerkes. Nel 1957 è diventato direttore del Kapteyn Astronomical Institute a Groninga. Coinvoltonella fondazione dell'European Southern Observatory, ne fu direttore generale dal 1970 al 1975.
La maggior parte dei propri studi sono stati diretti verso la Formazione stellare, i movimenti degli ammassi stellari, le associazioni stellari e nelle distanze fra le stelle. I suoi maggiori contributi hanno permesso di chiarire concetti riguardanti la origini delle stelle che si muovono ad alta velocità nella nostra galassia.
Nel 1989 è stato insignito della Bruce Medal e l'asteroide 2145 Blaauw è stato nominato così in suo onore.
È morto nel 2010 all'età di 96 anni.

## Opere
- (EN) Adrian Blaauw, ESO's early history. The European Southern Observatory from concept to reality[collegamento interrotto], Garching, settembre 1991,  p. 267, ISBN 3923524404.